# جاك ستوري
جاك ستوري (بالإنجليزية: Jack Storey)‏ هو لاعب كرة قدم أسترالية أسترالي، ولد في 1 يوليو 1929.

## وصلات خارجية
- جاك ستوري على موقع AustralianFootball.com (الإنجليزية)
- جاك ستوري على موقع AFLtables.com (الإنجليزية)